# Om̐ jaya Jagadīśa Hare
Om̐ jaya Jagadīśa Hare (in hindī ॐ जय जगदीश हरे, Hunter: Om jai Jagdish Hare, lett. "Om, vittoria [a Te], Signore dell'universo") è un inno sacro indù composto da Shardha Ram Phillauri, intorno al 1870. Il canto in hindī, sovente intonato durante il rito dell'ārtī, è dedicato al dio Visnù. 

## Storia
È verisimile che l'autore abbia tratto ispirazione per il testo dalla sezione sui Daśāvatāra (दशावतारकीर्तिधवलम्) del Gītagovinda di Jayadeva, una composizione lirica del XII secolo che ha lo stesso ritornello:

प्रलयपयोधिजले धृतवानसि वेदम् ॥ 

विहितवहित्रचरित्रमखेदम्॥

केशवाधृतमीनशरीर जयजगदीशहरे॥

Esistono varianti del brano, che usano la medesima melodia e struttura, ma che si rivolgono ad altre divinità. Tra queste, vi sono: Om̐ jaya Lakṣmī Mātā, Om̐ jaya Śiva Omakārā e Om̐ jaya Śiva Śakti harē.

## Testo e melodia
| Testo hindī      | Traslitterazione scientifica | Traduzione                                       |
| ---------------- | ---------------------------- | ------------------------------------------------ |
| ॐ जय जगदीश हरे     | Ōm̐ jaya Jagadīśa harē        | Om, vittoria a Te, Signore dell'universo         |
| स्वामी जय जगदीश हरे   | Svāmī jaya Jagadīśa harē     | Svāmī, vittoria a Te, Signore dell'universo      |
| भक्त जनों के संकट     | Bhakta janō̃ kē saṅkaṭa       | Le difficoltà dei tuoi devoti                    |
| दास जनों के संकट      | Dāsa janō̃ kē saṅkaṭa         | Le difficoltà dei tuoi servi                     |
| क्षण में दूर करे      | Kṣaṇa mē̃ dūra karē           | Tu le rimuovi in un istante.                     |
| ॐ जय जगदीश हरे     | Ōm̐ jaya Jagadīśa harē        | Om, vittoria a Te, Signore dell'universo.        |
|                  |                              |                                                  |
| जो ध्यावे फल पावे      | Jō dhyāvē phala pāvē         | Chiunque mediti su di Te riceve la Tua grazia,   |
| दुख बिनसे मन का      | Dukha binasē mana kā         | Chiunque mediti con una mente libera dai dolori, |
| स्वामी दुख बिनसे मन का  | Svāmī dukha binasē mana kā   | Svāmī, con una mente libera dai dolori.          |
| सुख संपत्ती घर आवे    | Sukha sampati ghara āvē      | Gioia e prosperità verranno a loro,              |
| सुख संपत्ती घर आवे    | Sukha sampati ghara āvē      | Gioia e prosperità verranno a loro,              |
| कष्ट मिटे तन का      | Kaṣṭa miṭē tana kā           | E l'angoscia del corpo sarà alleviata.           |
| ॐ जय जगदीश हरे     | Ōm̐ jaya Jagadīśa harē        | Om, vittoria a Te, Signore dell'universo.        |
|                  |                              |                                                  |
| मात पिता तुम मेरे      | Māta pitā tuma mērē          | Madre e padre tu sei per me                      |
| शरण गहूँ मैं किसकी     | Śaraṇa gahū̃ maĩ kisakī       | e il mio rifugio,                                |
| स्वामी शरण गहूँ मैं किसकी | Svāmī śaraṇa gahū̃ maĩ kisakī | Svāmī, sei il mio rifugio.                       |
| तुम बिन और न दूजा    | Tuma bina aura na dūjā       | All'infuori di Te non c'è nessun altro,          |
| तुम बिन और न दूजा    | Tuma bina aura na dūjā       | Svāmī, non c'è nessun altro                      |
| आस करूँ मैं किसकी      | Āsa karū̃ maĩ kisakī          | a cui io aspiro.                                 |
| ॐ जय जगदीश हरे     | Ōm̐ jaya Jagadīśa harē        | Om, vittoria a Te, Signore dell'universo.        |
|                  |                              |                                                  |
| तुम पूरण परमात्मा     | Tuma pūraṇa Paramātmā        | Tu Paramātmā puranico                            |
| तुम अंतर्यामी         | Tuma Antaryāmī               | Tu sei insito in ognuno                          |
| स्वामी तुम अंतर्यामी     | Svāmī tuma Antaryāmī         | Svāmī, Tu sei insito in ognuno                   |
| पारब्रह्म परमेश्वर    | Pārabrahma Paramēśvara       | Parabrahma e Dio Supremo                         |
| पारब्रह्म परमेश्वर    | Pārabrahma Paramēśvara       | Parabrahma e Dio Supremo                         |
| तुम सब के स्वामी      | Tuma saba kē svāmī           | Sei il Signore di ognuno                         |
| ॐ जय जगदीश हरे     | Ōm̐ jaya Jagadīśa harē        | Om, vittoria a Te, Signore dell'universo.        |
|                  |                              |                                                  |
| तुम करुणा के सागर     | Tuma karuṇā kē sāgara        | Tu sei l'oceano di Compassione                   |
| तुम पालनकर्ता        | Tuma pālanakartā             | Tu ti prendi cura di ognuno                      |
| स्वामी तुम पालनकर्ता    | Svāmī tuma pālanakartā       | Svāmī, Tu ti prendi cura di ognuno               |
| मैं मूरख खल कामी      | Maĩ mūrakha khala kāmī       | Io son ignorante e inseguo i desideri            |
| मैं सेवक तुम स्वामी     | Maĩ sevak Tum svāmī          | Io son il servo e Tu lo Svāmī                    |
| कृपा करो भर्ता        | Kr̥pā karō bhartā             | Effondi la Tua grazia su di me, Maestro.         |
| ॐ जय जगदीश हरे     | Ōm̐ jaya Jagadīśa harē        | Om, vittoria a Te, Signore dell'universo.        |
|                  |                              |                                                  |
| तुम हो एक अगोचर     | Tuma hō ēka agōcara          | Tu sei l'Invisibile                              |
| सबके प्राणपति        | Sabakē prāṇapati             | Il Signore di tutte le vite                      |
| स्वामी सबके प्राणपति    | Svāmī sabakē prāṇapati       | Svāmī, il Signore di tutte le vite               |
| किस विधि मिलूँ दयामय    | Kisa vidhi milū̃ dayāmaya     | Come posso venirti incontro, O Misericordioso,   |
| किस विधि मिलूँ दयामय    | Kisa vidhi milū̃ dayāmaya     | Come posso venirti incontro, O Misericordioso,   |
| तुमको मैं कुमति        | Tumakō maĩ kumati            | Guidami sul cammino verso Te                     |
| ॐ जय जगदीश हरे     | Ōm̐ jaya Jagadīśa harē        | Om, vittoria a Te, Signore dell'universo.        |
|                  |                              |                                                  |
| दीनबंधु दुखहर्ता       | Dīnabandhu dukhahartā        | Amico degl'indifesi e dei deboli                 |
| ठाकुर तुम मेरे,       | Ṭhākura tuma mērē            | Tu sei il mio Signore                            |
| स्वामी ठाकुर तुम मेरे    | Svāmī ṭhākura tuma mērē      | Svāmī, Tu sei il mio Signore                     |
| अपने हाथ उठाओ,      | Apanē hātha uṭhāō            | Innalza la Tua mano                              |
| अपने शरण लगाओ      | Apanē śaraṇa lagāō           | Prendimi sotto la Tua protezione.                |
| द्वार पड़ा तेरे        | Dvāra paṛā tērē              | Mi arrendo ai Tuoi piedi.                        |
| ॐ जय जगदीश हरे     | Ōm̐ jaya Jagadīśa harē        | Om, vittoria a Te, Signore dell'universo.        |
|                  |                              |                                                  |
| विषय विकार मिटाओ      | Viṣaya vikāra miṭāō          | Rimuovi i miei desideri mondani                  |
| पाप हरो देवा         | Pāpa harō Dēvā               | Rimuovi i miei peccati, O Deva                   |
| स्वमी पाप हरो देवा     | Svamī pāpa harō Dēvā         | Svamī, rimuovi i miei peccati, O Deva            |
| श्रद्धा भक्ति बढ़ाओ     | Śraddhā bhakti baṛhāō        | Accresci la mia fede e devozione, O Signore      |
| श्रद्धा भक्ति बढ़ाओ     | Śraddhā bhakti baṛhāō        | Accresci la mia fede e devozione, O Signore      |
| संतन की सेवा         | Santana kī sēvā              | così che possa servire i santi.                  |
| ॐ जय जगदीश हरे     | Ōm̐ jaya Jagadīśa harē        | Om, vittoria a Te, Signore dell'universo.        |
|                  |                              |                                                  |
| तन मन धन         | Tana mana dhana              | Corpo, mente, ricchezze                          |
| सब कुछ है तेरा       | Saba kucha hai tērā          | Tutto appartiene a Te                            |
| स्वामी सब कुछ है तेरा   | Svāmī saba kucha hai tērā    | Svāmī, tutto appartiene a Te                     |
| तेरा तुझ को अर्पण     | Tērā tujha kō arpaṇa         | Ti presento ciò ch'è tuo                         |
| तेरा तुझ को अर्पण     | Tērā tujha kō arpaṇa         | Ti presento ciò ch'è tuo                         |
| क्या लागे मेरा         | Kyā lāgē mērā                | Nulla mi appartiene                              |
| ॐ जय जगदीश हरे     | Ōm̐ jaya Jagadīśa harē        | Om, vittoria a Te, Signore dell'universo.        |
|                  |                              |                                                  |
| ॐ जय जगदीश हरे     | Ōm̐ jaya Jagadīśa harē        | Om, vittoria a Te, Signore dell'universo         |
| स्वामी जय जगदीश हरे   | Svāmī jaya Jagadīśa harē     | Svāmī, vittoria a Te, Signore dell'universo      |
| भक्त जनों के संकट     | Bhakta janō̃ kē saṅkaṭa       | Le difficoltà dei tuoi devoti                    |
| दास जनों के संकट      | Dāsa janō̃ kē saṅkaṭa         | Le difficoltà dei tuoi servi                     |
| क्षण में दूर करे      | Kṣaṇa mē̃ dūra karē           | Tu le rimuovi in un istante.                     |
| ॐ जय जगदीश हरे     | Ōm̐ jaya Jagadīśa harē        | Om, vittoria a Te, Signore dell'universo.        |

## Nella cultura di massa
- Nel film Anand Math (1951), il Govinda damodar Stotram[3] di Śrī Bilva Mangala Thakura è adattato con il ritornello di Oṃ Jaya Jagadīśa Hare.[4]
- In Purab Aur Paschim (1970), la preghiera simbolizza la continuità della tradizione indiana prima e dopo l'indipendenza.[5]
- Nella pellicola Freddy Got Fingered (2001), la preghiera viene intonata al minuto 24:45.
- Il canto ha ispirato il film Om Jai Jagadish (2002).
- Il film Baghban (2003) contiene una preghiera (ārtī) Oṃ Jaya Jagadīśa Hare interpretata da Udit Narayan e da Sneha Pant.